# Afradapis
Afradapis — рід адапіформних приматів, що жив у пізньому еоцені. Єдиний відомий вид, Afradapis longicristatus, був виявлений у формації Birket Qarun на півночі Єгипту в 2009 році. Хоча його географічне поширення обмежується Афро-Аравією, Afradapis належить переважно до європейської родини адапіформних Caenopithecidae. Це таксономічне розташування підтверджується нещодавніми філогенетичними аналізами, які відновлюють тісний еволюційний зв'язок між Afradapis і адапіформами, включаючи Darwinius. Хоча адапіформи були відомі своєю морфологією, схожою на стрепсирин, жодна скам'янілість адапіформ не має унікальних анатомічних рис, щоб встановити зв'язок предка між ценопітецидами та живими стрепсиренами. Він харчувався листям і повільно пересувався, як лорі.